# Jeanne Arth
Jeanne Arth (née le 21 juillet 1935 à Saint Paul, Minnesota) est une joueuse de tennis américaine des années 1950.
Elle s'est notamment illustrée en remportant trois titres du Grand Chelem en double dames, tous avec Darlene Hard.
Sa sœur aînée, Shirley, a aussi été joueuse de tennis.

## Palmarès (partiel)

### Finale en simple dames
| No | Date       | Nom et lieu du tournoi                          | Catégorie | Surface      | Vainqueure        | Score    |  |
| -- | ---------- | ----------------------------------------------- | --------- | ------------ | ----------------- | -------- |  |
| 1  | 05-08-1957 | Eastern Grass Court Championships, South Orange |           | Gazon (ext.) | Mary Ann Mitchell | 7-5, 6-2 |  |

### Titres en double dames
| No | Date       | Nom et lieu du tournoi                 | Catégorie | Surface      | Partenaire   | Finalistes                     | Score         |          |
| -- | ---------- | -------------------------------------- | --------- | ------------ | ------------ | ------------------------------ | ------------- | -------- |
| 1  | 29-08-1958 | US National Championships Forest Hills | G. Chelem | Gazon (ext.) | Darlene Hard | Maria Bueno Althea Gibson      | 2-6, 6-3, 6-4 | Parcours |
| 2  | 08-06-1959 | Kent Championships Beckenham           |           | Gazon (ext.) | Darlene Hard | Janet Hopps Pat Ward           | 6-3, 6-4      | Parcours |
| 3  | 22-06-1959 | The Championships Wimbledon            | G. Chelem | Gazon (ext.) | Darlene Hard | Beverly Baker Christine Truman | 2-6, 6-2, 6-3 | Parcours |
| 4  | 04-09-1959 | US National Championships Forest Hills | G. Chelem | Gazon (ext.) | Darlene Hard | Althea Gibson Sally Moore      | 6-2, 6-3      | Parcours |

### Finale en double dames
| No | Date | Nom et lieu du tournoi           | Catégorie | Surface    | Vainqueures               | Partenaire           | Score    |  |
| -- | ---- | -------------------------------- | --------- | ---------- | ------------------------- | -------------------- | -------- |  |
| 1  | 1950 | Cincinnati tournament Cincinnati |           | Dur (ext.) | Beverly Baker Magda Rurac | Shirley Arth Loeding | 6-3, 6-1 |  |

## Parcours en Grand Chelem (partiel)

### En simple dames
| Année | Championnat d'Australie Open d'Australie | Championnat d'Australie Open d'Australie | Internationaux de France | Internationaux de France | Wimbledon      | Wimbledon   | US National US Open | US National US Open |
| ----- | ---------------------------------------- | ---------------------------------------- | ------------------------ | ------------------------ | -------------- | ----------- | ------------------- | ------------------- |
| 1957  | -                                        | -                                        | -                        | -                        | -              | -           | 1er tour (1/32)     | Darlene Hard        |
| 1958  | -                                        | -                                        | -                        | -                        | -              | -           | 1/2 finale          | Darlene Hard        |
| 1959  | -                                        | -                                        | 2e tour (1/16)           | Paule Courteix           | 2e tour (1/32) | Rosie Reyes | 3e tour (1/8)       | Maria Bueno         |
| 1971  | -                                        | -                                        | -                        | -                        | -              | -           | 1er tour (1/32)     | Billie Jean King    |

À droite du résultat, l’ultime adversaire.

### En double dames
| Année | Championnat d'Australie Open d'Australie | Championnat d'Australie Open d'Australie | Internationaux de France | Internationaux de France | Wimbledon             | Wimbledon               | US National US Open         | US National US Open       |
| ----- | ---------------------------------------- | ---------------------------------------- | ------------------------ | ------------------------ | --------------------- | ----------------------- | --------------------------- | ------------------------- |
| 1958  | -                                        | -                                        | -                        | -                        | -                     | -                       | Victoire Darlene Hard       | Maria Bueno Althea Gibson |
| 1959  | -                                        | -                                        | 3e tour (1/8) M. Peterdy | Yola Ramírez Rosie Reyes | Victoire Darlene Hard | Beverly Baker C. Truman | Victoire Darlene Hard       | Althea Gibson Sally Moore |
| 1971  | -                                        | -                                        | -                        | -                        | -                     | -                       | 1er tour (1/16) Gussy Moran | Laura duPont M. Gengler   |

Sous le résultat, la partenaire ; à droite, l’ultime équipe adverse.

### En double mixte
| Année | Championnat d'Australie Open d'Australie | Championnat d'Australie Open d'Australie | Internationaux de France | Internationaux de France | Wimbledon | Wimbledon | US National US Open         | US National US Open      |
| ----- | ---------------------------------------- | ---------------------------------------- | ------------------------ | ------------------------ | --------- | --------- | --------------------------- | ------------------------ |
| 1959  | -                                        | -                                        | 1er tour (1/16) Bob Mark | R. Schuurman Rod Laver   | -         | -         | -                           | -                        |
| 1971  | n/a                                      | n/a                                      | -                        | -                        | -         | -         | 1/4 de finale H. Richardson | B. J. King Owen Davidson |

Sous le résultat, le partenaire ; à droite, l’ultime équipe adverse.